# Medicație orală
Medicația orală, sau medicație pe cale bucală, reprezintă acele tratamente care implică înghițirea de către pacient a medicamentelor. În acest caz medicamentele se prezintă sub forma unor pilule (pastile), prafuri sau soluții lichide. Prin această metodă de medicație se introduc în corpul pacientului dozele necesare de medicament care apoi prin tractul digestiv și aparatul sanguin se răspândesc în corpul pacientului. Merită a fi amintit că există prescripții specifice fiecărui medicament oral (bucal) despre cantitatea și modul cum se face corect medicația orală, pentru a obține efectul dorit și/sau pentru a fi evitate nedorite colaterale efecte.